# Progress M-27M
Progress M-27M (russo: Прогресс М-27М), identificato dalla NASA come Progress 59 o 59P, era una capsula spaziale senza equipaggio della linea Progress, che è stata persa durante il lancio nel 2015, all'inizio di una missione di rifornimento, con rendezvous in 6 ore, della Stazione spaziale internazionale. Prodotta da RKK Energia, la sonda sarebbe dovuta essere gestita dall'Agenzia Spaziale Russa.
Durante il lancio la capsula spaziale ha raggiunto l'orbita bassa terrestre, ma un malfunzionamento occorso durante il distacco del terzo stadio ha provocato una rotazione incontrollata della Progress e la successiva perdita della capsula.

## Lancio
Il lancio è stato effettuato il 28 aprile 2015 alle 07:09 UTC dal cosmodromo di Bajkonur.

## Attracco
La navetta non è attraccata alla Stazione spaziale internazionale, causando la perdita totale del carico.

## Carico
Il carico utile trasportato di 2357 kg, che includeva beni di prima necessità come cibo, carburante, rifornimenti, ossigeno, aria e acqua, pezzi di ricambio e materiale scientifico per l'equipaggio della missione Expedition 43, è andato completamente perduto.

## Rientro
Il rientro della navetta è avvenuto l'8 maggio 2015 alle 4:20 ore italiane con rientro distruttivo incontrollato nell'atmosfera.